# Fritz Lingenberg
Fritz Lingenberg (* 26. August 1890 in Bielefeld; † 21. August 1984 in Mosbach) war ein deutscher Ratschreiber und Politiker (SPD). 1952 war er kurzzeitiges Mitglied des Landtags von Württemberg-Baden.

## Leben und Beruf
Lingenberg wuchs als Sohn eines Rechnungsführers der Bodelschwingh’schen Anstalten in Bethel auf. Nach dem Besuch der Volksschule absolvierte er eine Lehre zum Buchbinder. Auf seiner Wanderschaft als Geselle zog er nach Essen, Stuttgart, München und Schleiz. Auf gewerkschaftlichen Abendkursen bildete er sich fort. Während des Ersten Weltkriegs war er im Kriegsdienst tätig, bei einem Einsatz an der Somme zog er sich eine Verwundung zu. Im Zuge des Kriegsdienstes wurde er 1918 zum Dienst in der Firma Gmeinder in Mosbach verpflichtet, dort stieg er zum Vorsitzenden des Betriebsrats auf. Später war er als Bürovorsteher und Angestellter tätig.
1933 geriet Lingenberg in sogenannte „Schutzhaft“, die NS-Behörden durchsuchten seine Wohnung. Auf Anordnung des Parteivorstands wurde sein Parteibuch im Vorfeld verbrannt.
Ab 1943 war Lingenberg als selbstständiger Versicherungsvertreter tätig. Nach dem Zweiten Weltkrieg wurde er zum Ratschreiber der Stadt Mosbach berufen.

## Politik und Engagement
1909 trat Lingenberg in die SPD ein, daneben schloss er sich auch der Gewerkschaft Deutscher Buchbinderverband an. 1919 wurde er zum Vorsitzenden des SPD-Kreisverbandes Mosbach gewählt. Er gehörte auch der Konsumgenossenschaft und der Arbeiterwohlfahrt an. Ferner war er ehrenamtlicher Vorsitzender des Ortskartells des Deutschen Metallarbeiter-Verbandes. 1923 wurde er in den Mosbacher Gemeinderat gewählt, zu dieser Zeit war er auch Vorsitzender des Orts- und Kreisverbandes der SPD und engagierte sich im Reichsbanner Schwarz-Rot-Gold. Ab 1945 gehörte er auch dem Kreistag des Landkreises Mosbach an, außerdem war er wieder Kreisvorsitzender der SPD. 1956 wurde er zum Schriftführer des VdK-Ortsverbandes Mosbach gewählt.
Am 28. Februar 1952 rückte Lingenberg für den verstorbenen Erich Nies in den württemberg-badischen Landtag nach. Aufgrund eines Gerichtsurteils vom 18. April 1952 verlor er sein Mandat jedoch wieder und musste es an einen (unbekannten) Kandidaten (ebenfalls aus Mosbach), der vor ihm auf dem Wahlvorschlag stand, abtreten. Kurz darauf erfolgte die Gründung des Landes Baden-Württemberg und damit die Auflösung des Landtags.

## Ehrungen
- 1963: Goldenes Parteiabzeichen der SPD
- 1968: Bundesverdienstkreuz am Bande
- Ehrenvorsitzender des SPD-Kreisverbandes Mosbach